# СКА (Новосибірськ)
Футбольний клуб СКА (Новосибірськ) або просто СКА (Новосибірськ) (рос. Футбольный клуб «СКА» Новосибирск) — радянський та російський футбольний клуб з міста Новосибірськ.

## Хронологія назв
- 193?–1945: БЧА (Новосибірськ) (рос. ДКА Новосибирск)
- 1946–1954: БО (рос. ДО Новосибирск)
- 1955–1957: ОБО (рос. ОБО Новосибирск)
- 1958–1959: СКВО (Новосибірськ) (рос. СКВО Новосибирск)
- 1960–19??: СКА (Новосибірськ) (рос. СКА Новосибирск)

## Історія
Футбольна команда ДЧА Новосибірськ була заснована в 30-х роках XX століття в Новосибірську (БЧА — рос. Дом Красной Армии). Спочатку команда виступала в регіональних змаганнях, допоки в 1945 році не стартувала в Другій групі чемпіонату СРСР, а роком раніше дебутувала в Кубку СРСР. У 1946 році, як й інші радянські військові клуби, колектив з Новосибірську змінив свою назву на БО (БО — рос. Дом Офицеров) й продовжив свої виступи у другому за силою чемпіонаті СРСР. У 1950 році, після реорганізації футбольних ліг СРСР, команда потрапила до числа тих, хто залишився поза професіональними футбольними змаганнями, тому вона продовжувала виступати на регіональному рівні. Тим часом клуб отримав назву ОБО Новосибірськ (ОБО — рос. Окружной Дом Офицеров), СКВО Новосибірськ (СКВО — рос. Спортивный клуб военного округа), і лише в 1960 році отримав назву СКА Новосибірськ (СКА — рос. Спортивный Клуб Армии).
У 1961 році, після чергової організації системи футбольних ліг, СКА отримав місце в 6-й групі класі Б чемпіонату СРСР. У другому дивізіоні чемпіонату СРСР виступав до 1968 року. Проте 1968 року команда зайняла 20-е місце в своїй підгрупі й втратила професіональний статус, після чого продовжила виступи на аматорському рівні.

## Досягнення
- Клас Б, Друга група, РРФСР
  - 11-е місце (1): 1945

- Кубок СРСР
  - 1/8 фіналу (3): 1944, 1963, 1965

## Стадіон
Домашні матчі проводив на стадіоні СКА в Новосибірську, який вміщує 1000 глядачів.

## Відомі гравці
- Анатолій Алдишев
- Герман Апухтін
- Веньямін Бистров
- Платон Кривощоков
- Геннадій Матвєєв
- Іван Моргунов
- Марат Мулашев
- Олександр Петров
- Віталій Раздаєв
- Ігор Ханкеєв
- Євген Холмогоров

## Відомі тренери
- Олексій Гринін
- Юрій Забродін — Заслужений тренер РРФСР
- Олександр Загрецький